# Santa Eulàlia (metrostation)
Santa Eulàlia is een station van de metro in Barcelona. Het is gelegen in zone 1 en de wijk L'Hospitalet de Llobregat.
Vanaf dit station rijdt metrolijn 1 in de richting Hospital de Bellvitge (west) en Fondo (oost). Het station ligt langs de Carrer de Santiago Ramón y Cajal
Het station werd in 1932 geopend.
Hospital de Bellvitge · Bellvitge · Av. Carrilet · Rambla Just Oliveras · Can Serra · Florida · Torrassa · Santa Eulàlia · Mercat Nou · Plaça de Sants · Hostafrancs · Espanya · Rocafort · Urgell · Universitat · Catalunya · Urquinaona · Arc de Triomf · Marina · Glòries · Clot · Navas · La Sagrera · Fabra i Puig · Sant Andreu · Torras i Bages · Trinitat Vella · Baró de Viver · Santa Coloma · Fondo